# コカナダモ
コカナダモ（小カナダ藻、学名：Elodea nuttallii）は、被子植物門トチカガミ科に分類される沈水植物の一種。原産地は北アメリカで、日本には外来種として定着している。

## 分布
北アメリカ原産。
ヨーロッパ、東アジア（日本を含む）に移入分布する。

## 特徴
線形の葉は、基部では対生となり上部では3輪生となる。5-10月に白い花を咲かせる。
雌雄異株だが、日本には雄株だけが定着しており、無性生殖で繁殖する。

## 外来種問題
日本では1961年における琵琶湖での生育が初めての記録である。その後、琵琶湖のアユが日本各地へ放流された際に、コカナダモも合わせて拡散したと考えられている。現在は北海道から沖縄までの全域に定着しており、同じく外来種のオオカナダモとともに日本の自然に溶け込んでしまっている。
異常に繁茂することで、日本の水圏生態系に悪影響を与えている。また、ある程度まで生長すると大量の流れ藻となり水面を覆い尽くし、異臭や船舶の航行障害を発生させる。
こうした問題を解決するため、水草刈取機や人の手によって駆除が行われているが、完全な防除が実現した例は少ない。木崎湖では大繁殖したコカナダモへの対策として、水草を食べるソウギョを1983年に放流した。これによってコカナダモは消滅したものの、マコモやヨシなどの他の水生植物までもが食べられてしまい、水質の悪化にまで至った。
生態系被害防止外来種リストにおいて、重点対策外来種に指定されている。また、日本の侵略的外来種ワースト100に選定されている。